# Gurania eriantha
Gurania eriantha är en gurkväxtart som först beskrevs av Eduard Friedrich Poeppig och Endl., och fick sitt nu gällande namn av Célestin Alfred Cogniaux. Gurania eriantha ingår i släktet Gurania och familjen gurkväxter. Inga underarter finns listade i Catalogue of Life.